# 惡血：矽谷獨角獸的醫療騙局！深藏血液裡的祕密、謊言與金錢
《惡血：矽谷獨角獸的醫療騙局！深藏血液裡的祕密、謊言與金錢》（英語：Bad Blood: Secrets and Lies in a Silicon Valley Startup）是一本由記者約翰·卡里魯於2018年5月21日所撰寫出版的非虛構作品。内容描述了Theranos公司的興衰，該公司是由伊莉莎白·霍姆斯所創辦的數十億美元的生物技術創業公司。該書獲得一致好評，並贏得2018年金融時報和麥肯錫年度最佳商業書籍獎。
由珍妮佛·勞倫斯主演，亞當·麥凱執導的電影版本正在拍製中。(該計畫已停止)

## 版本
- John Carreyrou. . Penguin Random House. May 21, 2018  [2020-03-04]. ISBN 9781524731656. （原始内容存档于2020-02-11）.

## 外部連結
- ‘Bad Blood’ Review: How One Company Scammed Silicon Valley. And How It Got Caught. - The New York Times （页面存档备份，存于）
- Mini Review: Bad Blood: Secrets and Lies in a Silicon Valley Startup
- Bad Blood: Secrets and Lies in a Silicon Valley Startup by John Carreyrou, Paperback | Barnes & Noble® （页面存档备份，存于）